# Titus Sempronius Rufus
Titus Sempronius Rufus war ein im 1. und 2. Jahrhundert n. Chr. lebender römischer Politiker.
Durch ein Militärdiplom, das auf den 16. Dezember 113 datiert ist, ist belegt, dass Rufus 113 zusammen mit Gnaeus Cornelius Urbicus Suffektkonsul war; die beiden übten dieses Amt für vier Monate, vom 1. September bis zum 31. Dezember, aus. Sein Name ist auch in den Fasti Ostienses erhalten.